# کورکور دم‌تخت
کورکور دم‌تخت (نام علمی: Lophoictinia isura) یک پرنده شکاری میان‌جثه در خانواده بازان است، که همچنین دربرگیرندهٔ بسیاری دیگر از پرندگان شکاری روزگرد مانند کورکورها، عقاب‌ها و سنقرها است.

## آرایه‌شناسی
طبیعت‌شناس آلمانی یوهان یاکوب کاوپ کورکور دم‌تخت را در سال ۱۸۴۷ توصیف کرد.

## ویژگی‌های ریخت‌شناسی
بالغان کورکور دم‌تخت یک پرنده شکاری با اندازه متوسط با ویژگی‌های زیر است:
- طول: ۵۰–۵۶ سانتی‌متر (دم تقریباً نصف طول پرنده است)
- طول بال‌ها: ۱۳۰–۱۴۵ سانتی‌متر
- وزن: نر-۵۰۱ گرم، ماده-۶۵۰ گرم

## پراکندگی و زیستگاه
کورکوردم‌تخت یک شکارگر تخصصی در تاج درختان است و می‌توان آن را در چندین زیستگاه مختلف از جمله جنگل‌های باز و معتدل، جنگل‌ها، بوته‌ها، کوهستان‌ها، درختان رودخانه‌ای و ساوانا یافت. کورکورهای دم‌تخت را می‌توان در مناطق شهری با پوشش گیاهی خوب مانند زمین‌های گلف و پارک‌ها نیز یافت. آنها به ندرت روی زمین یافت می‌شوند.